# Fleur de Paris
Fleur de Paris er en fransk stumfilm fra 1916 af André Hugon.

## Medvirkende
- Mistinguett som Margot Panard
- Harry Baur som Harry Podge
- Louis Paglieri
- Guita Dauzon
- Marc Gérard